# Tranquillo Barnetta
Tranquillo Barnetta (San Gallo, 22 maggio 1985) è un ex calciatore svizzero, di ruolo centrocampista o ala.

## Caratteristiche tecniche
Può essere utilizzato come esterno destro o sinistro di centrocampo e come centrocampista offensivo.

## Carriera
È cresciuto nelle giovanili del San Gallo con cui ha debuttato nella massima serie svizzera il 3 luglio 2002 contro lo Zurigo. Due anni più tardi è passato nella squadra tedesca del Bayer Leverkusen che lo ha subito girato in prestito all'Hannover 96.
Tornato dal prestito, Dal 2005 al 2012 ha militato nel Bayer Leverkusen, dopo aver vestito la maglia del San Gallo dal 2002 al 2004 e quella del Hannover 96 dal 2004 al 2005.

### Schalke 04/Eintracht Frankfurt
Il 2 luglio 2012, dopo la scadenza del suo contratto con il Bayer Leverkusen, il Schalke 04 ha confermato che Barnetta ha firmato un contratto professionale triennale con loro fino al 30 giugno 2015, in vista della partecipazione del club di Gelsenkirchen alla Champions League. Il trasferimento è stato riportato come una trasferimento gratuito dal direttore sportivo e delle comunicazioni dello Schalke Horst Heldt. A Barnetta è stato assegnato il numero 27, precedentemente indossato da Ciprian Deac. Nella stagione 2013-14, Barnetta ha trascorso un'intera stagione in prestito all'Eintracht Frankfurt, tornando allo Schalke 04 nel giugno 2014, con cui aveva firmato alla fine della stagione 2011-12.
Il 23 settembre 2014, Barnetta ha segnato il suo primo gol per lo Schalke nella sua seconda partita di campionato della stagione 2014-15.

### Philadelphia Union
Il 29 luglio 2015, Barnetta ha firmato con i Philadelphia Union. Integrandosi con i Union, che erano a metà della loro stagione, Barnetta ha segnato il suo primo gol il 20 settembre, in una vittoria casalinga contro gli Houston Dynamo.
Dopo una stagione completa con gli Union, Barnetta ha guidato la squadra come playmaker offensivo durante la stagione del 2016. Registrando 5 gol e 4 assist, ha contribuito a portare Philadelphia al ritorno ai MLS Cup Playoffs per la prima volta dal 2011. Prima della conclusione della stagione 2016, gli Union hanno annunciato che Barnetta sarebbe tornato in Svizzera per riunirsi al FC St. Gallen. Barnetta ha citato il desiderio di contribuire al suo club di città natale di fronte agli amici e alla famiglia mentre aveva ancora la forma fisica per farlo in modo significativo. Ha concluso la sua carriera a Philadelphia con 45 apparizioni e 6 gol.
Il 1º gennaio 2017 torna a vestire la maglia del San Gallo.
Nel 2019 si ritira dal calcio giocato. 

### Nazionale
Di lontane origini italiane, ha sempre giocato per le selezioni nazionali svizzere. Nel 2002 si è laureato campione europeo Under-17. Nel 2004 ha disputato l'Europeo Under-21, mentre nel 2005 è stato convocato per il Mondiale Under-20.
L'8 settembre 2004 debutta con la nazionale maggiore in un incontro valido per le Qualificazioni al campionato mondiale di calcio 2006 contro l'Irlanda. Nell'ottobre del 2004 subì la rottura dei legamento crociato, durante una partita della Nazionale svizzera contro Israele, rimanendo fermo sei mesi. Il 1º marzo 2006 segna la sua prima rete in nazionale, nella gara amichevole contro la Scozia.
Viene inserito nella lista dei convocati della nazionale svizzera per il Mondiale 2006. Alla rassegna iridata disputa 4 partite da titolare, segnando un gol contro Togo. Il 22 agosto 2007, in amichevole contro i Paesi Bassi segna la sua prima doppietta in nazionale. Ha preso parte anche all'Europeo 2008, tenutosi tra Austria e Svizzera.
Il 4 giugno 2011, con la maglia della propria nazionale, sigla una doppietta nel primo tempo contro l'Inghilterra a Wembley in una gara valida per la qualificazione a Euro 2012, mettendo così a segno la prima doppietta personale con la maglia della Nazionale in una gara ufficiale.

## Statistiche

### Presenze e reti nei club
Statistiche aggiornate al 9 agosto 2018.
| Stagione                  | Squadra                   | Campionato                | Campionato | Campionato | Coppe nazionali | Coppe nazionali | Coppe nazionali | Coppe continentali | Coppe continentali | Coppe continentali | Altre coppe | Altre coppe | Altre coppe | Totale | Totale |
| Stagione                  | Squadra                   | Comp                      | Pres       | Reti       | Comp            | Pres            | Reti            | Comp               | Pres               | Reti               | Comp        | Pres        | Reti        | Pres   | Reti   |
| ------------------------- | ------------------------- | ------------------------- | ---------- | ---------- | --------------- | --------------- | --------------- | ------------------ | ------------------ | ------------------ | ----------- | ----------- | ----------- | ------ | ------ |
| 2002-2003                 | San Gallo                 | LNA                       | 30         | 5          | CS              | 0               | 0               | -                  | -                  | -                  | -           | -           | -           | 30     | 5      |
| 2003-2004                 | San Gallo                 | SL                        | 30         | 7          | CS              | 2               | 0               | -                  | -                  | -                  | -           | -           | -           | 32     | 7      |
| 2004-2005                 | Hannover 96               | BL                        | 7          | 2          | CG              | 2               | 0               | -                  | -                  | -                  | -           | -           | -           | 9      | 2      |
| 2005-2006                 | Bayer Leverkusen          | BL                        | 31         | 6          | CG              | 1               | 0               | CU                 | 2                  | 0                  | LP          | 1           | 0           | 35     | 6      |
| 2006-2007                 | Bayer Leverkusen          | BL                        | 30         | 1          | CG              | 2               | 1               | CU                 | 9                  | 0                  | -           | -           | -           | 41     | 2      |
| 2007-2008                 | Bayer Leverkusen          | BL                        | 32         | 6          | CG              | 1               | 0               | CU                 | 11                 | 1                  | -           | -           | -           | 44     | 7      |
| 2008-2009                 | Bayer Leverkusen          | BL                        | 31         | 4          | CG              | 6               | 1               | -                  | -                  | -                  | -           | -           | -           | 37     | 5      |
| 2009-2010                 | Bayer Leverkusen          | BL                        | 32         | 4          | CG              | 2               | 0               | -                  | -                  | -                  | -           | -           | -           | 34     | 4      |
| 2010-2011                 | Bayer Leverkusen          | BL                        | 24         | 2          | CG              | 1               | 0               | EL                 | 6                  | 0                  | -           | -           | -           | 31     | 2      |
| 2011-2012                 | Bayer Leverkusen          | BL                        | 7          | 0          | CG              | 0               | 0               | -                  | -                  | -                  | -           | -           | -           | 7      | 0      |
| Totale Bayer Leverkusen   | Totale Bayer Leverkusen   | Totale Bayer Leverkusen   | 187        | 23         |                 | 13              | 2               |                    | 28                 | 1                  |             | 1           | 0           | 229    | 26     |
| 2012-2013                 | Schalke 04                | BL                        | 21         | 1          | CG              | 3               | 0               | CL                 | 7                  | 0                  | -           | -           | -           | 31     | 1      |
| ago.-set. 2013            | Schalke 04                | BL                        | 1          | 0          | CG              | 1               | 0               | CL                 | 0                  | 0                  | -           | -           | -           | 2      | 0      |
| set. 2013-2014            | Eintracht                 | BL                        | 22         | 1          | CG              | 2               | 0               | EL                 | 7                  | 0                  | -           | -           |             | 29     | 1      |
| 2014-2015                 | Schalke 04                | BL                        | 22         | 3          | CG              | 1               | 0               | CL                 | 4                  | 0                  | -           | -           | -           | 27     | 3      |
| Totale Schalke 04         | Totale Schalke 04         | Totale Schalke 04         | 44         | 4          |                 | 5               | 0               |                    | 11                 | 0                  |             | -           | -           | 44     | 4      |
| 2015                      | Philadelphia Union        | MLS                       | 11         | 1          | USC             | 2               | 0               |                    | -                  | -                  |             | -           | -           | 13     | 1      |
| 2016                      | Philadelphia Union        | MLS                       | 29+1       | 5+0        | USC             | 2               | 0               |                    | -                  | -                  |             | -           | -           | 29     | 5      |
| Totale Philadelphia Union | Totale Philadelphia Union | Totale Philadelphia Union | 41         | 6          |                 | 4               | 0               |                    | -                  | -                  |             | -           | -           | 45     | 6      |
| 2016-2017                 | San Gallo                 | LNA                       | 16         | 1          | CS              | 0               | 0               | -                  | -                  | -                  | -           | -           | -           | 30     | 5      |
| 2017-2018                 | San Gallo                 | SL                        | 19         | 1          | CS              | 2               | 1               | -                  | -                  | -                  | -           | -           | -           | 32     | 8      |
| Totale San Gallo          | Totale San Gallo          | Totale San Gallo          | 95         | 13         |                 | 4               | 1               |                    | -                  | -                  |             | -           | -           | 99     | 14     |
| Totale carriera           | Totale carriera           | Totale carriera           | 396        | 48         |                 | 30              | 3               |                    | 46                 | 1                  |             | 1           | 0           | 464    | 52     |

### Cronologia presenze e reti in nazionale
| Cronologia completa delle presenze e delle reti in nazionale ― Svizzera | Cronologia completa delle presenze e delle reti in nazionale ― Svizzera | Cronologia completa delle presenze e delle reti in nazionale ― Svizzera | Cronologia completa delle presenze e delle reti in nazionale ― Svizzera | Cronologia completa delle presenze e delle reti in nazionale ― Svizzera | Cronologia completa delle presenze e delle reti in nazionale ― Svizzera | Cronologia completa delle presenze e delle reti in nazionale ― Svizzera | Cronologia completa delle presenze e delle reti in nazionale ― Svizzera |
| Data                                                                    | Città                                                                   | In casa                                                                 | Risultato                                                               | Ospiti                                                                  | Competizione                                                            | Reti                                                                    | Note                                                                    |
| ----------------------------------------------------------------------- | ----------------------------------------------------------------------- | ----------------------------------------------------------------------- | ----------------------------------------------------------------------- | ----------------------------------------------------------------------- | ----------------------------------------------------------------------- | ----------------------------------------------------------------------- | ----------------------------------------------------------------------- |
| 8-9-2004                                                                | Basilea                                                                 | Svizzera                                                                | 1 – 1                                                                   | Irlanda                                                                 | Qual. Mondiali 2006                                                     | -                                                                       |                                                                         |
| 9-10-2004                                                               | Ramat Gan                                                               | Israele                                                                 | 1 – 1                                                                   | Svizzera                                                                | Qual. Mondiali 2006                                                     | -                                                                       | 33’                                                                     |
| 4-6-2005                                                                | Toftir                                                                  | Fær Øer                                                                 | 1 – 3                                                                   | Svizzera                                                                | Qual. Mondiali 2006                                                     | -                                                                       | 68’                                                                     |
| 17-8-2005                                                               | Oslo                                                                    | Norvegia                                                                | 0 – 2                                                                   | Svizzera                                                                | Amichevole                                                              | -                                                                       |                                                                         |
| 3-9-2005                                                                | Basilea                                                                 | Svizzera                                                                | 1 – 1                                                                   | Israele                                                                 | Qual. Mondiali 2006                                                     | -                                                                       |                                                                         |
| 7-9-2005                                                                | Strovolos                                                               | Cipro                                                                   | 1 – 3                                                                   | Svizzera                                                                | Qual. Mondiali 2006                                                     | -                                                                       | 89’                                                                     |
| 8-10-2005                                                               | Berna                                                                   | Svizzera                                                                | 1 – 1                                                                   | Francia                                                                 | Qual. Mondiali 2006                                                     | -                                                                       | 67’ 90'+1’                                                              |
| 12-10-2005                                                              | Dublino                                                                 | Irlanda                                                                 | 0 – 0                                                                   | Svizzera                                                                | Qual. Mondiali 2006                                                     | -                                                                       | 89’                                                                     |
| 12-11-2005                                                              | Berna                                                                   | Svizzera                                                                | 2 – 0                                                                   | Turchia                                                                 | Qual. Mondiali 2006                                                     | -                                                                       | 83’                                                                     |
| 16-11-2005                                                              | Istanbul                                                                | Irlanda                                                                 | 0 – 0                                                                   | Svizzera                                                                | Qual. Mondiali 2006                                                     | -                                                                       |                                                                         |
| 1-3-2006                                                                | Glasgow                                                                 | Scozia                                                                  | 1 – 3                                                                   | Svizzera                                                                | Amichevole                                                              | 1                                                                       |                                                                         |
| 27-5-2006                                                               | Basilea                                                                 | Svizzera                                                                | 1 – 1                                                                   | Costa d'Avorio                                                          | Amichevole                                                              | 1                                                                       | 46’                                                                     |
| 31-5-2006                                                               | Lancy                                                                   | Svizzera                                                                | 1 – 1                                                                   | Italia                                                                  | Amichevole                                                              | -                                                                       |                                                                         |
| 13-6-2006                                                               | Stoccarda                                                               | Francia                                                                 | 0 – 0                                                                   | Svizzera                                                                | Mondiali 2006 - 1º turno                                                | -                                                                       |                                                                         |
| 19-6-2006                                                               | Dortmund                                                                | Svizzera                                                                | 2 – 0                                                                   | Togo                                                                    | Mondiali 2006 - 1º turno                                                | 1                                                                       |                                                                         |
| 23-6-2006                                                               | Hannover                                                                | Svizzera                                                                | 2 – 0                                                                   | Corea del Sud                                                           | Mondiali 2006 - 1º turno                                                | -                                                                       |                                                                         |
| 26-6-2006                                                               | Colonia                                                                 | Svizzera                                                                | 0 – 0 dts (0 – 3 dtr)                                                   | Ucraina                                                                 | Mondiali 2006 - Ottavi di finale                                        | -                                                                       | 59’                                                                     |
| 16-8-2006                                                               | Vaduz                                                                   | Liechtenstein                                                           | 0 – 3                                                                   | Svizzera                                                                | Amichevole                                                              | -                                                                       | 65’                                                                     |
| 11-10-2006                                                              | Innsbruck                                                               | Austria                                                                 | 2 – 1                                                                   | Svizzera                                                                | Amichevole                                                              | -                                                                       |                                                                         |
| 15-11-2006                                                              | Basilea                                                                 | Svizzera                                                                | 1 – 2                                                                   | Brasile                                                                 | Amichevole                                                              | -                                                                       |                                                                         |
| 7-2-2007                                                                | Düsseldorf                                                              | Germania                                                                | 3 – 1                                                                   | Svizzera                                                                | Amichevole                                                              | -                                                                       | 70’                                                                     |
| 22-3-2007                                                               | Fort Lauderdale                                                         | Giamaica                                                                | 0 – 2                                                                   | Svizzera                                                                | Amichevole                                                              | -                                                                       | 46’                                                                     |
| 25-3-2007                                                               | Miami                                                                   | Colombia                                                                | 3 – 1                                                                   | Svizzera                                                                | Amichevole                                                              | -                                                                       |                                                                         |
| 2-6-2007                                                                | Basilea                                                                 | Svizzera                                                                | 1 – 1                                                                   | Argentina                                                               | Amichevole                                                              | -                                                                       | 86’                                                                     |
| 22-8-2007                                                               | Lancy                                                                   | Svizzera                                                                | 2 – 1                                                                   | Paesi Bassi                                                             | Amichevole                                                              | 2                                                                       | 73’                                                                     |
| 7-9-2007                                                                | Vienna                                                                  | Svizzera                                                                | 2 – 1                                                                   | Cile                                                                    | Amichevole                                                              | 1                                                                       | 74’                                                                     |
| 11-9-2007                                                               | Klagenfurt am Wörthersee                                                | Svizzera                                                                | 3 – 4                                                                   | Giappone                                                                | Amichevole                                                              | -                                                                       | 46’                                                                     |
| 13-10-2007                                                              | Zurigo                                                                  | Svizzera                                                                | 3 – 1                                                                   | Austria                                                                 | Amichevole                                                              | -                                                                       |                                                                         |
| 17-10-2007                                                              | Basilea                                                                 | Svizzera                                                                | 0 – 1                                                                   | Stati Uniti                                                             | Amichevole                                                              | -                                                                       | 75’                                                                     |
| 20-11-2007                                                              | Zurigo                                                                  | Svizzera                                                                | 0 – 1                                                                   | Nigeria                                                                 | Amichevole                                                              | -                                                                       | 46’                                                                     |
| 6-2-2008                                                                | Londra                                                                  | Inghilterra                                                             | 2 – 1                                                                   | Svizzera                                                                | Amichevole                                                              | -                                                                       |                                                                         |
| 26-3-2008                                                               | Basilea                                                                 | Svizzera                                                                | 0 – 4                                                                   | Germania                                                                | Amichevole                                                              | -                                                                       | 80’                                                                     |
| 7-6-2008                                                                | Basilea                                                                 | Svizzera                                                                | 0 – 1                                                                   | Rep. Ceca                                                               | Euro 2008 - 1º turno                                                    | -                                                                       | 90'+3’                                                                  |
| 11-6-2008                                                               | Basilea                                                                 | Svizzera                                                                | 1 – 2                                                                   | Turchia                                                                 | Euro 2008 - 1º turno                                                    | -                                                                       | 66’                                                                     |
| 15-6-2008                                                               | Basilea                                                                 | Svizzera                                                                | 2 – 0                                                                   | Portogallo                                                              | Euro 2008 - 1º turno                                                    | -                                                                       | 61’ 81’                                                                 |
| 6-9-2008                                                                | Ramat Gan                                                               | Israele                                                                 | 2 – 2                                                                   | Svizzera                                                                | Qual. Mondiali 2010                                                     | -                                                                       | 71’                                                                     |
| 10-9-2008                                                               | Zurigo                                                                  | Svizzera                                                                | 1 – 2                                                                   | Lussemburgo                                                             | Qual. Mondiali 2010                                                     | -                                                                       |                                                                         |
| 11-10-2008                                                              | San Gallo                                                               | Svizzera                                                                | 2 – 1                                                                   | Lettonia                                                                | Qual. Mondiali 2010                                                     | -                                                                       | 84’                                                                     |
| 15-10-2008                                                              | Il Pireo                                                                | Grecia                                                                  | 1 – 2                                                                   | Svizzera                                                                | Qual. Mondiali 2010                                                     | -                                                                       | 36’                                                                     |
| 19-11-2008                                                              | San Gallo                                                               | Svizzera                                                                | 1 – 0                                                                   | Finlandia                                                               | Amichevole                                                              | -                                                                       | 46’                                                                     |
| 11-2-2009                                                               | Lancy                                                                   | Svizzera                                                                | 1 – 1                                                                   | Bulgaria                                                                | Amichevole                                                              | -                                                                       | 46’                                                                     |
| 28-3-2009                                                               | Chișinău                                                                | Moldavia                                                                | 0 – 2                                                                   | Svizzera                                                                | Qual. Mondiali 2010                                                     | -                                                                       | 90’                                                                     |
| 1-4-2009                                                                | Lancy                                                                   | Svizzera                                                                | 2 – 0                                                                   | Moldavia                                                                | Qual. Mondiali 2010                                                     | -                                                                       |                                                                         |
| 12-8-2009                                                               | Basilea                                                                 | Svizzera                                                                | 0 – 0                                                                   | Italia                                                                  | Amichevole                                                              | -                                                                       | 79’                                                                     |
| 5-9-2009                                                                | Basilea                                                                 | Svizzera                                                                | 2 – 0                                                                   | Grecia                                                                  | Qual. Mondiali 2010                                                     | -                                                                       |                                                                         |
| 9-9-2009                                                                | Riga                                                                    | Lettonia                                                                | 2 – 2                                                                   | Svizzera                                                                | Qual. Mondiali 2010                                                     | -                                                                       | 76’                                                                     |
| 10-10-2009                                                              | Lussemburgo                                                             | Lussemburgo                                                             | 0 – 3                                                                   | Svizzera                                                                | Qual. Mondiali 2010                                                     | -                                                                       | 79’ 81’                                                                 |
| 14-10-2009                                                              | Basilea                                                                 | Svizzera                                                                | 0 – 0                                                                   | Israele                                                                 | Qual. Mondiali 2010                                                     | -                                                                       |                                                                         |
| 14-11-2009                                                              | Lancy                                                                   | Svizzera                                                                | 0 – 1                                                                   | Norvegia                                                                | Amichevole                                                              | -                                                                       | 61’                                                                     |
| 3-3-2010                                                                | San Gallo                                                               | Svizzera                                                                | 1 – 3                                                                   | Uruguay                                                                 | Amichevole                                                              | -                                                                       | 46’                                                                     |
| 1-6-2010                                                                | Sion                                                                    | Svizzera                                                                | 0 – 1                                                                   | Costa Rica                                                              | Amichevole                                                              | -                                                                       | 76’                                                                     |
| 5-6-2010                                                                | Lancy                                                                   | Svizzera                                                                | 1 – 1                                                                   | Italia                                                                  | Amichevole                                                              | -                                                                       | 58’                                                                     |
| 16-6-2010                                                               | Durban                                                                  | Spagna                                                                  | 0 – 1                                                                   | Svizzera                                                                | Mondiali 2010 - 1º turno                                                | -                                                                       | 90’                                                                     |
| 21-6-2010                                                               | Port Elizabeth                                                          | Cile                                                                    | 1 – 0                                                                   | Svizzera                                                                | Mondiali 2010 - 1º turno                                                | -                                                                       | 42’ 48’                                                                 |
| 25-6-2010                                                               | Bloemfontein                                                            | Honduras                                                                | 0 – 0                                                                   | Svizzera                                                                | Mondiali 2010 - 1º turno                                                | -                                                                       |                                                                         |
| 8-10-2010                                                               | Podgorica                                                               | Montenegro                                                              | 1 – 0                                                                   | Svizzera                                                                | Qual. Euro 2012                                                         | -                                                                       | 67’                                                                     |
| 12-10-2010                                                              | Basilea                                                                 | Svizzera                                                                | 4 – 1                                                                   | Galles                                                                  | Qual. Euro 2012                                                         | -                                                                       | 34’                                                                     |
| 17-10-2010                                                              | Lancy                                                                   | Svizzera                                                                | 2 – 2                                                                   | Ucraina                                                                 | Amichevole                                                              | -                                                                       | 43’ 46’                                                                 |
| 4-6-2011                                                                | Wembley                                                                 | Inghilterra                                                             | 2 – 2                                                                   | Svizzera                                                                | Qual. Euro 2012                                                         | 2                                                                       | 90’                                                                     |
| 26-5-2012                                                               | Basilea                                                                 | Svizzera                                                                | 5 – 3                                                                   | Germania                                                                | Amichevole                                                              | -                                                                       | 77’                                                                     |
| 30-5-2011                                                               | Lucerna                                                                 | Svizzera                                                                | 0 – 1                                                                   | Romania                                                                 | Amichevole                                                              | -                                                                       |                                                                         |
| 26-5-2012                                                               | Spalato                                                                 | Croazia                                                                 | 2 – 4                                                                   | Svizzera                                                                | Amichevole                                                              | 1                                                                       | 47’                                                                     |
| 7-9-2012                                                                | Lubiana                                                                 | Slovenia                                                                | 0 – 2                                                                   | Svizzera                                                                | Qual. Mondiali 2014                                                     | -                                                                       | 23’, 75’                                                                |
| 12-10-2012                                                              | Berna                                                                   | Svizzera                                                                | 1 – 1                                                                   | Norvegia                                                                | Qual. Mondiali 2014                                                     | -                                                                       | 71’                                                                     |
| 16-10-2012                                                              | Reykjavík                                                               | Islanda                                                                 | 0 – 2                                                                   | Svizzera                                                                | Qual. Mondiali 2014                                                     | 1                                                                       | 90'+1’                                                                  |
| 14-11-2012                                                              | Susa                                                                    | Tunisia                                                                 | 1 – 2                                                                   | Svizzera                                                                | Amichevole                                                              | -                                                                       | 83’                                                                     |
| 6-2-2013                                                                | Il Pireo                                                                | Grecia                                                                  | 0 – 0                                                                   | Svizzera                                                                | Amichevole                                                              | -                                                                       | Cap. 46’                                                                |
| 8-6-2013                                                                | Lancy                                                                   | Svizzera                                                                | 1 – 0                                                                   | Cipro                                                                   | Qual. Mondiali 2014                                                     | -                                                                       | 77’                                                                     |
| 14-8-2013                                                               | Basilea                                                                 | Svizzera                                                                | 1 – 0                                                                   | Brasile                                                                 | Amichevole                                                              | -                                                                       | 46’                                                                     |
| 6-9-2013                                                                | Berna                                                                   | Svizzera                                                                | 4 – 4                                                                   | Islanda                                                                 | Qual. Mondiali 2014                                                     | -                                                                       | 79’                                                                     |
| 15-10-2013                                                              | Berna                                                                   | Svizzera                                                                | 1 – 0                                                                   | Slovenia                                                                | Qual. Mondiali 2014                                                     | -                                                                       | 71’                                                                     |
| 15-11-2013                                                              | Seul                                                                    | Corea del Sud                                                           | 2 – 1                                                                   | Romania                                                                 | Amichevole                                                              | -                                                                       | 85’                                                                     |
| 5-3-2014                                                                | San Gallo                                                               | Svizzera                                                                | 2 – 2                                                                   | Croazia                                                                 | Amichevole                                                              | -                                                                       | 79’                                                                     |
| 3-6-2014                                                                | Lucerna                                                                 | Svizzera                                                                | 2 – 0                                                                   | Perù                                                                    | Amichevole                                                              | -                                                                       | 73’                                                                     |
| 14-10-2014                                                              | Serravalle                                                              | San Marino                                                              | 0 – 4                                                                   | Svizzera                                                                | Qual. Euro 2016                                                         | -                                                                       | 73’                                                                     |
| Totale                                                                  |                                                                         | Presenze                                                                | 75                                                                      |                                                                         | Reti                                                                    | 10                                                                      |                                                                         |

## Palmarès

### Nazionale

#### Competizioni giovanili
- Campionato d'Europa Under-17: 1

Danimarca 2002